# Randy Mahaffey
Randolph «Randy» Mahaffey (LaGrange, Georgia, 28 de septiembre de 1945) es un exjugador de baloncesto estadounidense que disputó cuatro temporadas en la ABA. Con 2,00 metros de altura, lo hacía en la posición de alero.

## Trayectoria deportiva

### Universidad
Jugó durante cuatro temporadas con los Tigers de la Universidad de Clemson, en las que promedió 16,0 puntos y 9,7 rebotes por partido. En 1967, en su última temporada, fue incluido en el mejor quinteto de la Atlantic Coast Conference, siendo uno de los dos únicos Tigers en aparecer en dicho equipo en la década de los 60. Es el sexto mejor anotador y el quinto reboteador de la historia de Clemson.
Otros tres hermanos suyos, Tom, Donnie y Richie, jugaron también en Clemson entre 1960 y 1970, aunque fue Randy el más destacado de todos ellos.

### Profesional
Fue elegido en la decimosexta posición del Draft de la NBA de 1967 por Los Angeles Lakers, y también por Kentucky Colonels en el draft de la ABA, optando por esta segunda opción. En su primera temporada en el equipo se hizo rápidamente con el puesto de titular, terminando el año con 13,7 puntos y 9,1 rebotes por partido, que le sirvieron para ser elegido para disputar el que sería su único All-Star de la ABA, en el que contribuyó en la victoria de su equipo con 4 puntos y 4 rebotes.
El 30 de diciembre de 1968, con la temporada ya comenzada, fue traspasado junto con Manny Leaks a los New York Nets a cambio de Oliver Darden y Dan Anderson. En los Nets continuó ocupando un puesto en el quinteto inicial, acabando el año con unos buenos 13,8 puntos y 8,1 rebotes por encuentro. Pero también destacó en el aspecto negativo, ya que fue el octavo jugador que más balones perdió a lo largo de la temporada.
Antes del comienzo de la temporada 1969-70 fue enviado a los Carolina Cougars a cambio de una futura ronda del draft. Allí jugó dos temporadas más a un buen nivel, retirándose en 1971 con tan solo 25 años de edad.

## Estadísticas de su carrera en la ABA

### Temporada regular
| Temp.   | Edad | Equipo   | Liga | P   | TIT | MIN  | TC  | TCA  | %TC  | 3P  | 3PA | %3P  | TL  | TLA | %TL  | R.OF. | R.DEF. | REB | ASIS | ROB | TAP | PER | FP  | PTS  |
| 1967-68 | 22   | Kentucky | ABA  | 75  |     | 31.0 | 5.0 | 11.7 | .426 | 0.0 | 0.0 | .000 | 3.7 | 5.5 | .684 | 3.5   | 5.7    | 9.1 | 1.7  |     |     | 3.0 | 3.7 | 13.7 |
| 1968-69 | 23   | TOTAL    | ABA  | 79  |     | 29.8 | 4.4 | 10.5 | .424 | 0.0 | 0.0 | .000 | 2.9 | 4.2 | .705 | 2.5   | 4.8    | 7.2 | 1.3  |     |     | 3.1 | 3.3 | 11.8 |
| 1968-69 | 23   | Kentucky | ABA  | 31  |     | 24.5 | 3.3 | 8.1  | .406 | 0.0 | 0.0 | .000 | 2.2 | 3.3 | .673 | 1.8   | 4.1    | 5.9 | 1.1  |     |     | 3.0 | 3.2 | 8.8  |
| 1968-69 | 23   | N. York  | ABA  | 48  |     | 33.2 | 5.2 | 12.0 | .432 | 0.0 | 0.0 | .000 | 3.4 | 4.8 | .719 | 2.9   | 5.2    | 8.1 | 1.3  |     |     | 3.1 | 3.4 | 13.8 |
| 1969-70 | 24   | Carolina | ABA  | 84  |     | 30.5 | 4.4 | 9.8  | .447 | 0.0 | 0.0 | .000 | 2.3 | 3.4 | .686 | 2.5   | 5.6    | 8.1 | 2.0  |     |     | 2.9 | 3.3 | 11.0 |
| 1970-71 | 25   | Carolina | ABA  | 83  |     | 28.3 | 4.6 | 9.5  | .487 | 0.0 | 0.1 | .000 | 1.9 | 2.9 | .653 | 2.6   | 4.9    | 7.4 | 1.4  |     |     | 2.0 | 3.7 | 11.2 |
| Total   |      |          | ABA  | 321 |     | 29.9 | 4.6 | 10.3 | .445 | 0.0 | 0.0 | .000 | 2.7 | 3.9 | .684 | 2.7   | 5.2    | 8.0 | 1.6  |     |     | 2.7 | 3.5 | 11.9 |

### Playoffs
| Temp.   | Edad | Equipo   | Liga | P | MIN | TCA | TC | 3PA | 3P | TLA | TL | R.OF. | REB | ASIS | ROB | TAP | PER | FP | PTS | %TC  | %3P | %FT  | MIN  | PTS  | REB | AST |
| 1967-68 | 22   | Kentucky | ABA  | 5 | 147 | 24  | 53 | 0   | 0  | 17  | 24 |       | 23  | 3    |     |     | 16  | 16 | 65  | .453 |     | .708 | 29.4 | 13.0 | 4.6 | 0.6 |
| 1969-70 | 24   | Carolina | ABA  | 4 | 91  | 19  | 38 | 0   | 0  | 10  | 14 |       | 27  | 8    |     |     |     |    | 48  | .500 |     | .714 | 22.8 | 12.0 | 6.8 | 2.0 |
| Total   |      |          | ABA  | 9 | 238 | 43  | 91 | 0   | 0  | 27  | 38 |       | 50  | 11   |     |     | 16  | 16 | 113 | .473 |     | .711 | 26.4 | 12.6 | 5.6 | 1.2 |